# Дома лютеранской церкви Петра и Павла
Дома лютеранской церкви Петра и Павла — памятники архитектуры, два симметрично стоящих жилых здания. Расположены в Санкт-Петербурге, современные адреса домов — Невский проспект, 22-24 (западный дом иногда указывается под номером 22). Западное здание находится на углу Невского проспекта и Большой Конюшенной улицы, восточное здание — на углу Невского и Малой Конюшенной.
Построены по красной линии Невского проспекта перед Лютеранской церковью святого Петра. Изначально были полутораэтажными, предназначались для причта и школы. И. Г. Кемпф построил новые каменные дома в 1747—1748 (дом 22) и 1750—1752 (дом 24) годах. При перестройке церкви в 1832—1838 годах были перестроены и дома (архитектор Е. Т. Цолликофер), в 1909—1910 годах их надстроили на два этажа (архитектор В. Э. Коллинс). Также при перестройке 1830-х годов двора домов были застроены флигелями с частично сохранившейся трёхлепестковой планировкой в плане, эти здания украшены пилястрами и трёхчетвертными колоннами тосканского ордера.
Из украшений на зданиях есть только сандрики на окнами второго этажа и балконы.
До 1854 года в одном из домов жил А. И. Штакеншнейдер.
В 1841 году в доме № 24/9 открылось первое в России кафе — «Доминик», принадлежавшее швейцарцу Доминику Риц-а-Порту. С 1862 года в доме работал книжный магазин с библиотекой-читальней Н. А. Серно-Соловьевича, тут же располагались конторы редакций журналов «Современник», «Русское слово». После ареста Серно-Соловьевича в июле 1862 года до 1865 года заведениями управляли управляли А. А. Рихтер и А. А. Черкесов. В начале XX века помещения в доме арендовали контора Сестрорецкого металлического завода, товарищество «Строитель», фотоателье А. Пазетти, страховое общество «Волга» и городское Общество взаимного кредита, Шведское общество, магазин тканей и ковров «Дюфо», после 1917 года помещения занимали издательство «Гостехиздат», ленинградские отделения Всероссийского кооперативного банка, Всесоюзного общества бывших политкаторжан и ссыльнопоселенцев (в 1924—1935 годах) и конторы «Госпромцветмета». На 2020-е годы в здании работают медицинский центр и клиника, банки «Возрождение» и «Банк Москвы», ЗАО «Главстройкомплекс», адвокатское бюро, магазин христианской литературы «Слово», турфирмы, кафе и рестораны.
В доме № 22/14 в 1832 году находились шляпный магазин Циммермана, старейший в Петербурге косметический магазин И. Герке, магазин русских ситцев Битепажа, нотная лавка Рихтера, с 1832 года — библиотека и книжная лавка А. Ф. Смирдина. В доме располагались меблированные комнаты Булье, в которых в мае-июне 1877 года жил И. С. Тургенев. В начале XX века в доме были арендаторами такие магазины, как «Лионский», сувенирный И. Фраже, мехов Э. М. Грюнвальдта, банкирский дом «И. В. Юнкер и К°», правление Петроградского банка и Бакинского нефтяного общества, аптека К. И. Креслинга. После революции в доме разместилось бюро по распределению предметов первой необходимости. В одной из квартир жил Н. Т. Гудцов. С конца 1990-х годов в доме располагались кафе и пабы, отель, офисы, стоматология, медклиника, муниципальный совет муниципального образования «Дворцовый округ» и Бинбанк.
С 1999 года во дворе дома 24/9 поставлен бронзовый бюст на гранитном постаменте И. В. Гёте (скульптор Л. К. Лазарев, архитектор Е. Е. Лазарева).